# Игнатий II Самоковски
Игнатий (на гръцки: Ιγνάτιος, Игнатиос) е гръцки духовник, митрополит на Вселенската патриаршия.

## Биография
Той е роден около 1800 година на Лерос. В 1818 година заминава за Цариград и учи във Великата народна школа в Ксирокрини (Куручешме). Служи като дякон на патриарх Евгений II Константинополски (1821 – 1822). По време на управлението на патриарх Хрисант I Константинополски (1824 – 1826) е назначен за трети патриаршески дякон, след което е повишен във[ неясно? ] и след една година – във велик архидякон.
На 19 юни юни 1829 година Игнатий е ръкоположен за митрополит на Самоковската епархия. Игнатий не е посрещнат добре в епархията си, тъй като е грък, а недоволството на самоковци се засилва и от злоупотребите на Игнатий. В 1836 година е избран за митрополит на Арта, но изборът е анулиран на 20 октомври 1836 година и Игнатий остава самоковски митрополит. На 16 ноември 1837 година е уволнен и е заточен в Трапезунд.
През септември 1841 година уволнението му е отменено и той е избран за босненски митрополит. Умира в Цариград на 10 март 1852 година в резултат на перикардит. Погребан е в „Животворящ източник“ във Валукли.